# Ауэршперг, Йоханн Фердинанд фон
Йоханн Фердинанд фон Ауэршперг (нем. Johann Weikhard Fürst von Auersperg; 29 сентября 1655, Вена — 6 августа 1705, Зембице) — 2-й имперский князь фон Ауэршперг и князь Зембицкий (герцог Мюнстербергский) (1677—1705).

## Биография
Старший сын Йоханна Вейкхарда фон Ауэршперг, первого имперского князя фон Ауэрпшерг и князя Зембицкого (11 марта 1615 — 11 ноября 1677) и графини Марии Катарины фон Лозенштейн (1635—1691).
После смерти отца в 1677 году унаследовал титул князя Ауэршперг и Зембицкое княжество (герцогство Мюнстерберг) в Силезии. 
Из-за болезни Йоханн Фердинанд не мог полностью управлять своим силезским владением и 27 января 1696 года передал власть в Зембицком княжестве младшему брату Францу Карлу. 
Йоханн Фердинанд фон Ауэршперг скончался 6 августа 1705 года. Так как у него не было сыновей, ему наследовал младший брат Франц Карл фон Ауэршперг.

## Семья
В 1678 году Йоханн Фердинанд фон Ауэршперг женился на Анне Марии фон Херберштейн (1660—1726). От этого брака родилась одна дочь:
- Мария Тереза фон Ауэршперг (1686—1756), вышла замуж за графа Георга Зигмунда фон Ауэршперг-Кирхберг.